# Carman
För andra betydelser, se Carman (olika betydelser).
Carmelo Domenic Licciardello, känd som Carman, född 19 januari 1956 i Trenton, New Jersey, död 16 februari 2021 i Las Vegas, Nevada, var en amerikansk sångare, rappare, låtskrivare, dansare, skådespelare, musikproducent, TV-producent, TV-värd och evangelist. 
Carman växte upp i ett italienskt hem. Som ung spelade han trummor och gitarr, och började sjunga först när han var 16 år. Efter en Andraé Crouch-konsert blev Carman kristen. Han flyttade sedan till Tulsa, Oklahoma där han grundade Carman Ministries och Carman World Outreach.
Billboard Magazine erkände Carmans inflytande inom kristen musik genom att ge honom den första "Contemporary Christian Artist of the Year". Han mottog över 15 guld- och platina-album och hans videor sålts i över 10 miljoner exemplar. 
Han skrev romaner, manus och spelade in röster till ljudböcker. Carman samlade själv in ett upprop på över en miljon namn för att införa bön i skolan. Hans längsta förstaplats på Billboard CCM chart var 33 veckor. Han koncentrerade sig[när?] på att skriva filmmanus, skådespela, uppträda på konserter, olika tv-produktioner och intervjuuppgifter som kvällsvärd på TBN networks.
Carman invaldes i Gospel Music Hall of Fame 2018.

## Diskografi
Album (urval)
- 1980 – God's Not Finished with Me [8]
- 1982 – Carman [9]
- 1982 – Some O' Dat
- 1983 – Sunday's On the Way
- 1984 – Comin' On Strong
- 1985 – The Champion
- 1986 – Christmas With Carman
- 1988 – Radically Saved
- 1991 – Shakin' the House (Carman, Commissioned & The Christ Choir, live)
- 1991 – Addicted to Jesus
- 1991 – High Praises Vol. 1
- 1991 – High Praises Vol. 2
- 1992 – Revival In the Land
- 1992 – Yo Kidz!
- 1993 – Lord of All: Songs of Carman
- 1993 – The Absolute Best
- 1993 – The Standard
- 1994 – Yo Kidz! 2: Armor of God
- 1995 – R.I.O.T.
- 1996 – I Surrender All
- 1997 – The Best of the Early Years
- 1998 – Mission 3:16
- 1999 – Passion For Praise Vol. 1
- 2000 – Heart of a Champion
- 2002 – The Early Ministry Years
- 2003 – House of Praise
- 2005 – Ultimate Praise
- 2005 – Live and Reloaded
- 2007 – Instrument of Praise
- 2014 – No Plan B
- 2017 – Legacy

## Filmografi
Filmer och TV-serier
- 1989 – Carman: Celebrate Jesus (TBN Special)
- 1992 – Commander Kellie and the Superkids: The Intruder (som sångaren Mario)
- 1995–1997 – Time 2 (serie på TBN)
- 1996 – R.I.O.T.: The Movie (som Victor Rizzo)
- 1997 – Carman's Classic Hymns Special (TBN Special)
- 1998 – Carman Halloween 3:16 (TBN Special)
- 2001 – Carman the Champion (som Orlando Leone)
- 2003 – Bobby Jones Gospel (én episod)
- 2007 – Carman's Reality Check (serie på TBN, också författare och producent)
- 2009 – The Book of Ruth: Journey of Faith (som Boaz)
- 2010 – Changing Hands (som Frankie)
- 2013 – Final: The Rapture (som Frankie)